# Nello Lorenzetti
Nello Lorenzetti (Caserta, 2 agosto 1984) è un ex cestista italiano, di ruolo ala-centro.
Ha militato in massima serie a Teramo nel 2005-06. Ha inoltre disputato la Legadue con Roseto nel 2008-09.